# Spilåpipa

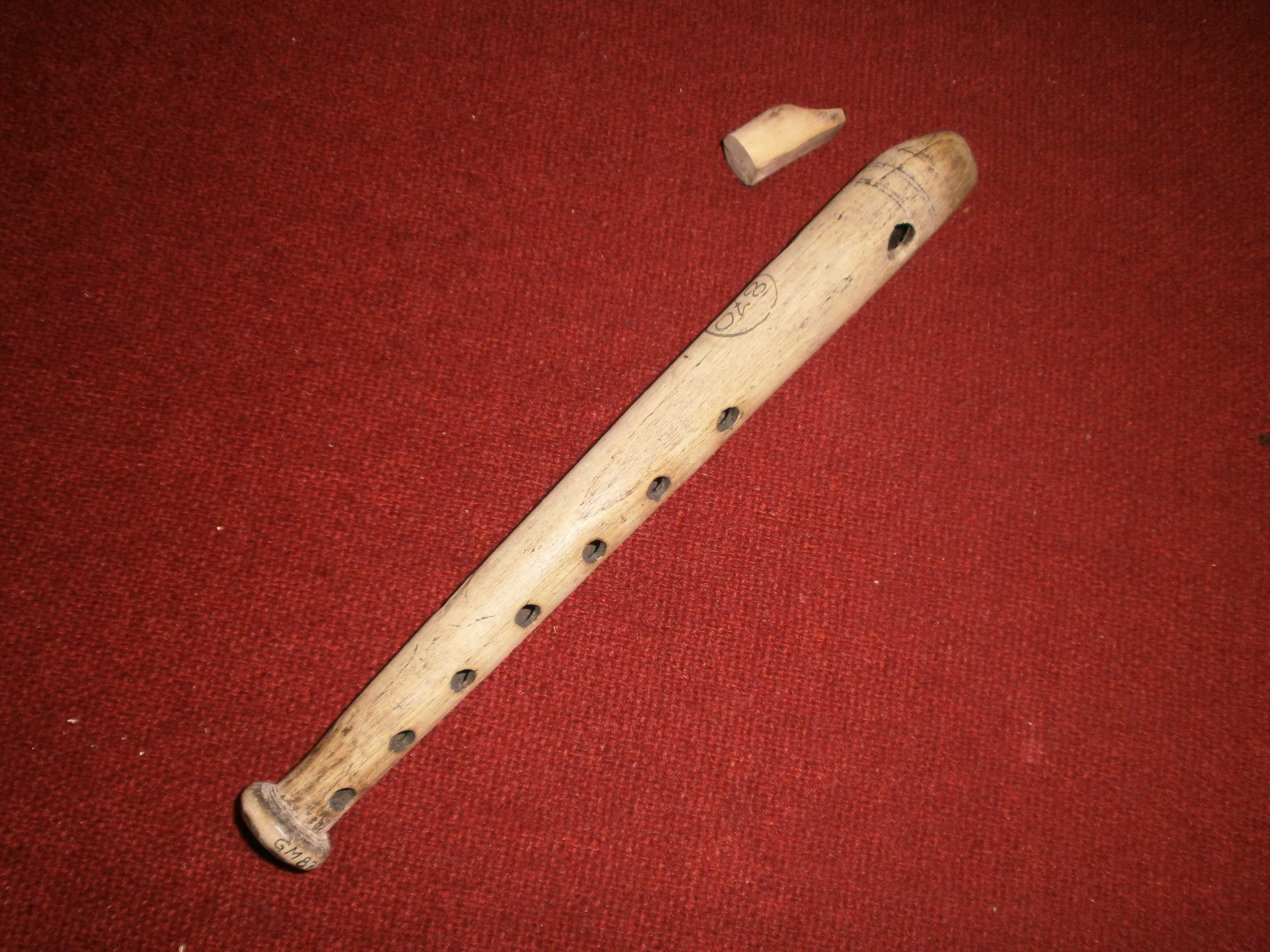
Spilåpipa (spelpipa) från Djura eller Ål i Dalarna.

Spilåpipa, även spelpipa, spälapipa, låtapipa, är ett svenskt folkligt musikinstrument med rötter inom fäbodkulturen. Instrumentet har funnits i stora delar av landet (troligen vanligast förekommande i de delar där fäbodkulturen existerat, det vill säga norr om en linje någonstans genom Svealand). Under 1900-talet har Älvdalen varit en viktig plats för spilåpipskulturens bevarande, varför traktens lokala benämning på älvdalska för instrumentet fått nationell spridning. En viktig variant på spilåpipan är Härjedalspipan men det förekommer en uppsjö av varianter. Spilåpipan har fått ett uppsving under 1900-talets sista årtionden som ett led i moderna folkmusikers nyfikenhet på ålderdomliga instrument.

## Konstruktion
Spilåpipan är en spaltflöjt, det vill säga en flöjt med en smal kanal (spalt) där luften blåses in och som riktar luftströmmen mot en kant där tonen alstras. Flöjten har åtta fingerhål på ovansidan men inga tumhål. Den har modal stämning och många intervall är svävande, med andra ord är skalan inte ren i det moderna musikaliska systemets bemärkelse. Det finns också stora möjligheter för användaren att påverka intonationen.

## Kända spilåpipare
En viktig spilåpipare var Sväs Anders Ersson (1872–1968) från Evertsberg i Älvdalen, Dalarna. I modern tid spelar exempelvis Anders Rosén (Malung), Pelle Jakobsson, Hars Åke Hermansson (Malung), Jonas Staf [Mattmar] och Ulrika Bodén spilåpipa. Utanför Sverige finns holländskan Els Doekes som erhållit Zornmärket i brons på spilåpipa.